# Баблер-рихтарик плямистий
Ба́блер-рихтарик плямистий (Elachura formosa) — вид горобцеподібних птахів монотипової родини Elachuridae. Вид сперше відносили до родини тимелієвих (Timaliidae), проте молекулярні філогенетичні дослідження 2014 року, показали суттєві відмінності птаха, тому вид відокремили у власну родину.

## Поширення
Вид поширений в лісах на сході Гімалаїв і Південно-Східній Азії. Птах трапляється у тропічних і субропічних гірських лісах в Бангладеші, Бутані, на півдні Китаю, північному сході Індії, Лаосі, М'янмі, Непалі та В'єтнамі.

## Опис
Птах завдовжки 10 см. Спина, крила та хвіст темно-коричневі, черево світло-коричневе. По всьому тілі розкидані білі цятки, які змінюються чорними смугами на крилах та хвості.